# 科学史 (1502年)
科学史上的1502年发生了众多事件，本条目撷取其中部分罗列如下：

## 航海

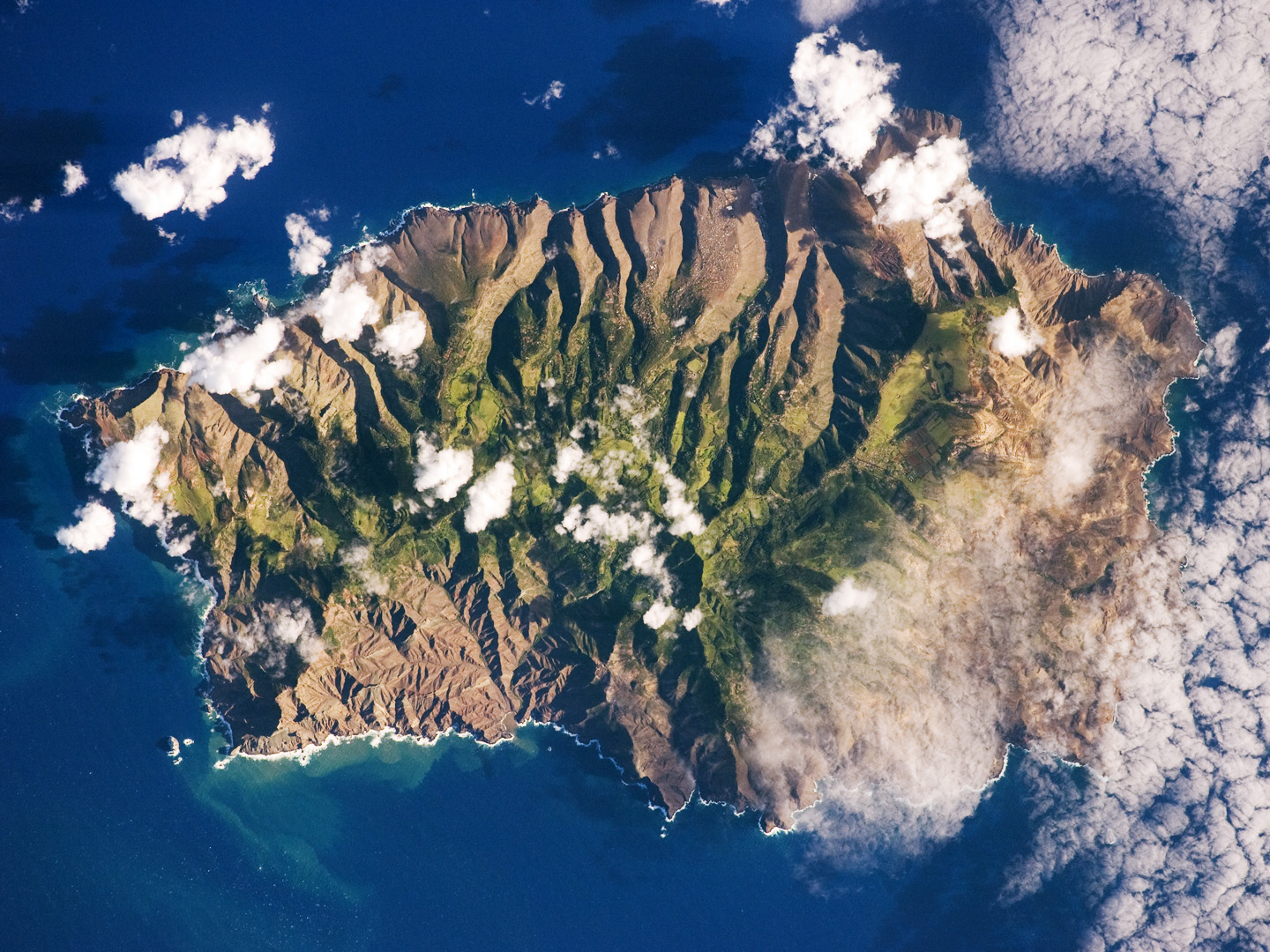
太空中鸟瞰圣赫勒拿岛（此图向上方向为东北）

- 1月1日，由佩德罗·阿尔瓦雷斯·卡布拉尔领导指挥的葡萄牙船队，驶入现处巴西的瓜纳巴拉湾（Guanabara Bay）。他们一度将这一海湾误认为是河流的入海口，并将该处命名为“里约热内卢”。里约热内卢（Rio de Janeiro）在葡萄牙语中意为“一月的河”。
- 5月11日，克里斯托弗·哥伦布离开了西班牙加的斯，踏上他的第四次也是最后一次驶往“新大陆”的旅途。[1]
- 5月21日，葡萄牙航海家约翰·达·诺瓦（João da Nova）发现了大西洋上的一座荒岛——圣赫勒拿岛。[1]
- 8月14日，哥伦布在特鲁希略登岸，并将该处命名为“洪都拉斯”。[1]
- 9月18日，哥伦布在哥斯达黎加登岸。
- 意大利探险家亚美利哥·韦斯普奇，在其离开“新大陆”返回里斯本的途中向皮耶罗·迪·洛伦佐·德·美第奇（Lorenzo di Pierfrancesco de' Medici）写了一封名为“新世界”（Mundus Novus）的信，信中他提出南美洲一定是一个独立大洲的看法。[1]

## 技术

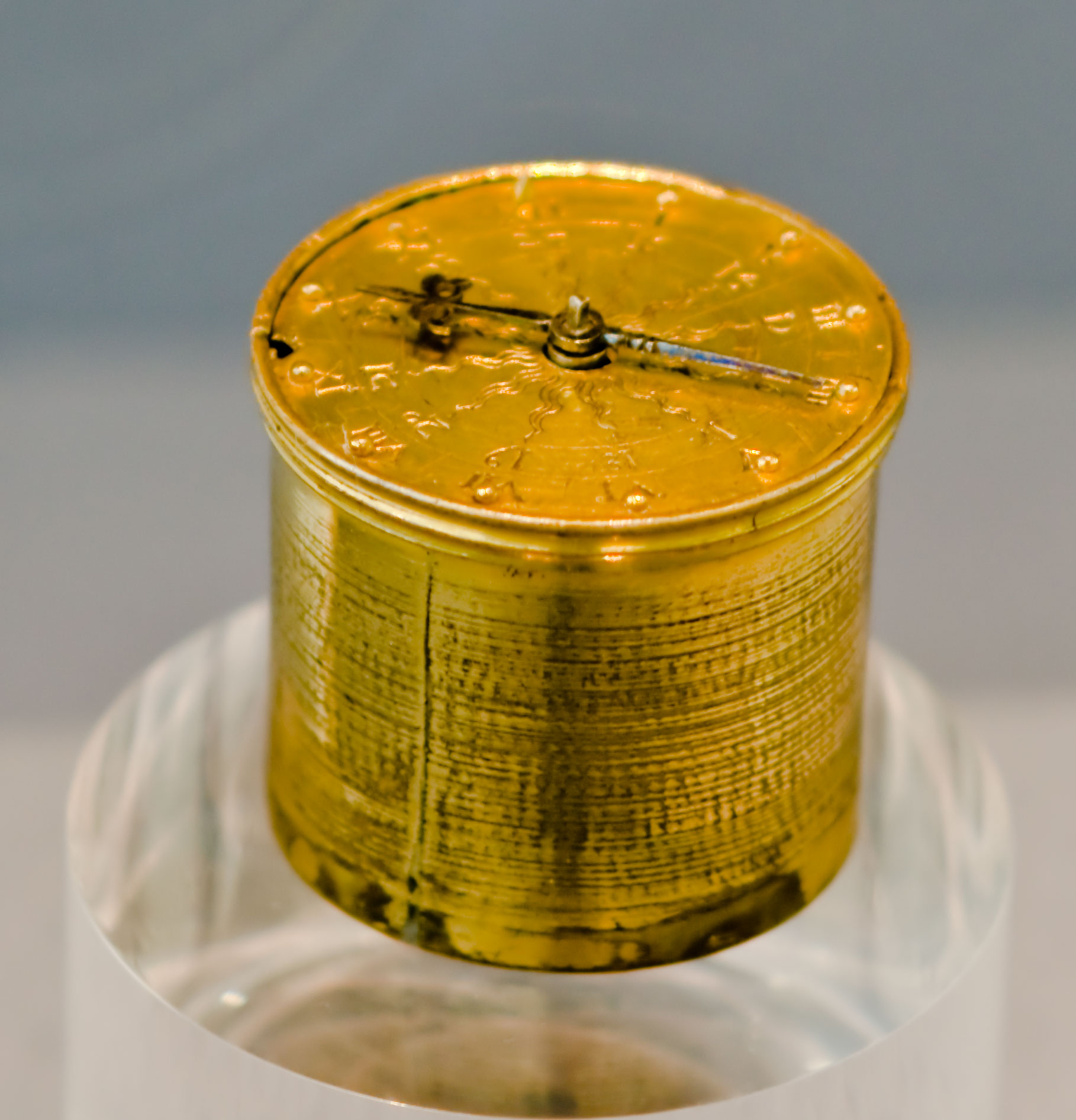
同由彼得·海萊恩制于1510年左右的“纽伦堡蛋”，现藏于纽伦堡日耳曼国家博物馆。

- 德国纽伦堡的钟表匠彼得·海萊恩用铁质零件和螺旋弹簧制造了第一个便于携带的计时装置，此即为最初的怀表。后来这种怀表被称作“纽伦堡蛋”（"Nuremberg Egg"）。[1]

## 诞生
- 佩德罗·努内斯，葡萄牙数学家（1578年卒）
- （大致年份）若热・雷内尔（Jorge Reinel），葡萄牙制图家（死于1572年后）

## 逝世
- 安东尼·本尼维尼（Antonio Benivieni），意大利医生，尸检方面的先驱人物，被后世尊称为“病理解剖学之父”[2]（1443年生）